# Arcidiecéze džubská
Arcidiecéze džubská, též Arcidiecéze Džuba (lat. Archidioecesis Iubaen(sis), angl. Roman Catholic Archdiocese of Juba) je latinský metropolitní církevní obvod katolické církve v Jižním Súdánu. Od 12. prosince 2019 je arcibiskupem arcidiecéze Stephen Ameyu Martin Mulla.

## Území a organizace
Arcidiecéze rozšiřuje svou jurisdikci na katolické věřící latinského obřadu žijící ve státě Střední Equatoria.
Sídlem arcidiecéze je město Džuba, kde se nachází katedrála sv. Terezie, postavená v roce 1952. Kvůli své poloze v jihozápadní části města Džuba se nazývá také katedrála Kator. V roce 2019 bylo území diecéze rozděleno na 16 farností.

## Historie

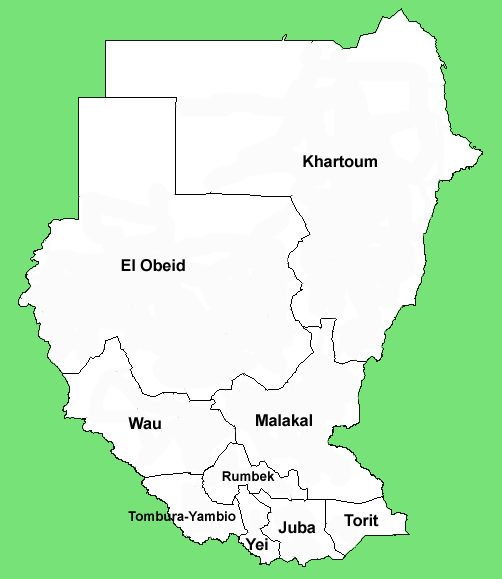
Diecéze v Súdánu a v Jižním Súdánu

Apoštolská prefektura Bahr el-Gebel byla zřízena 14. července 1927 v rámci anglo-egyptského Súdánu krátkou expedicí papeže Pia XI. a oddělila území od apoštolské prefektury Rovníkový Nil (dnes arcidiecéze Gulu).
Dne 3. března 1949 postoupil bulou Quo Christi Domini část svého území pro vytvoření apoštolské prefektury Mupoi (dnes diecéze Tombura-Yambio).
12. dubna 1951 byla apoštolská prefektura bulou Si uberes fructus papeže Pia XII. povýšena na apoštolský vikariát.

Dne 3. července 1955 byla bulou Quandoquidem arcano postoupena další část území pro zřízení Apoštolského vikariátu Rumbek (nyní diecéze Rumbek).
1. ledna 1956 se Súdán stal nezávislým státem. Dne 26. května 1961 se přejmenoval na Apoštolský vikariát Džuba. V březnu 1964 byli vojenskou vládou generála Ibrahima Abbouda ze Súdánu vypovězeni všichni zahraniční misionáři, kteří se museli přestěhovat do Ugandy, Zairu a střední Afriky, a zůstalo jen velmi málo místních duchovních a katechetů. Po uzavření mírové dohody v Addis Abebě v roce 1972, která ukončila první súdánskou občanskou válku, se někteří kněží mohli vrátit.
12. prosince 1974 byl apoštolský vikariát bulou Cum in Sudania papeže Pavla VI. povýšen na metropolitní arcidiecézi.
Dne 2. září 1983 postoupil bulou Quo aptius spirituali další část území pro zřízení diecéze Torit.
Na konci druhé súdánské občanské války, 9. července 2005, se Džuba stala prozatímním sídlem a hlavním městem poloautonomní vlády Jižního Súdánu, čímž skončila muslimská nadvláda nad městem, a po vyhlášení nezávislosti Jižního Súdánu 9. července 2011 se Džuba stala jeho hlavním městem.

## Biskupové

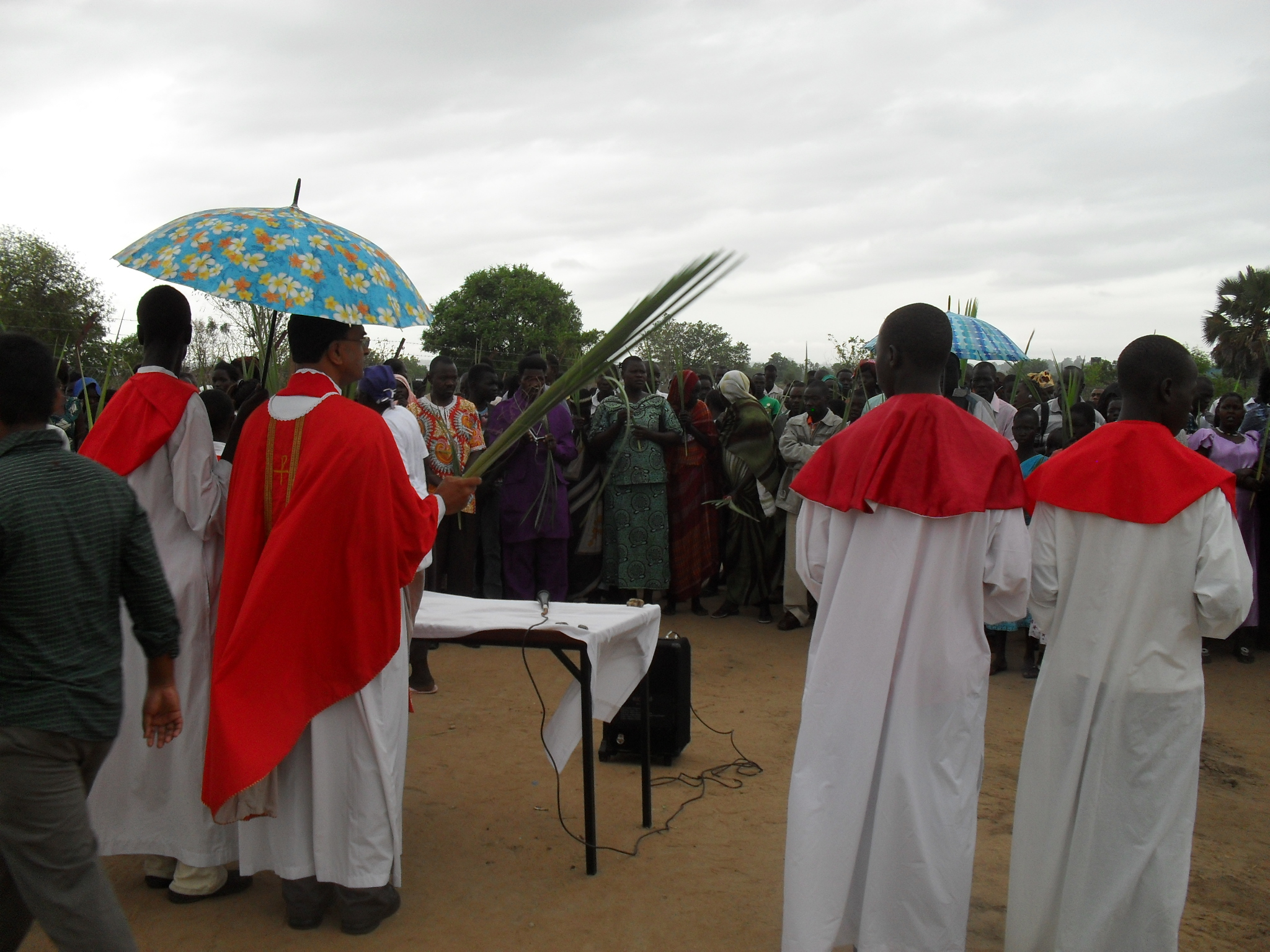
Bohoslužba z Květné neděle na předměstí Gumbo nedaleko Džuby

### Apoštolští prefekti v Džubě
- Giuseppe Zambonardi, M.C.C.I. † (1. února 1928 – 1938 odstoupil)
- Stjepan Mlakić, M.C.C.I. † (21. října 1938 – 1950 odstoupil)

### Apoštolský vikář v Džubě
- Sisto Mazzoldi, M.C.C.I. † (8. července 1950 – 12. června 1967, v roce 1965 jmenován apoštolským administrátorem v Moroto v Ugandě)
  - sedisvakance (1967 – 1974)

### Metropolitní arcibiskupové z Džuby
- Ireneus Wien Dud, M.C.C.I. † (12. prosince 1974 – 28. června 1982 odstoupil)
- Paulino Lukudu Loro, M.C.C.I. † (19. února 1983 – 12. prosince 2019 ve výslužbě)
- Stephen Ameyu Martin Mulla, od 12. prosince 2019

### Pomocní biskupové
- Paride Taban (1980 – 1983), jmenován biskupem v Toritu
- Santo Loku Pio Doggale (2010 – současnost)

## Sufragánní diecéze
- Malakál
- Rumbek
- Tombura-Yambio
- Torit
- Wau
- Yei

## Statistiky
Podle Annuario Pontificio 2020 měla arcidiecéze na konci roku 2019 celkem 806 000 pokřtěných věřících.
| rok                                                                        | populace | populace  | populace | kněží  | kněží    | kněží   | kněží      | trvalí jáhnové | řeholníci | řeholníci | farnosti |
| rok                                                                        | pokřtění | celkem    | %        | celkem | diecézní | řeholní | počet křtů | trvalí jáhnové | muži      | ženy      | farnosti |
| -------------------------------------------------------------------------- | -------- | --------- | -------- | ------ | -------- | ------- | ---------- | -------------- | --------- | --------- | -------- |
| 1950                                                                       | 35 708   | 343 200   | 10.4     | 33     | 3        | 30      | 1082       |                | 52        | 31        | 9        |
| 1966                                                                       | 215 850  | 500 000   | 43.2     | 6      | 6        |         | 35 975     |                | 11        | 36        | 19       |
| 1980                                                                       | 283 861  | 834 000   | 34.0     | 21     | 11       | 10      | 13 517     |                | 20        | 25        | 15       |
| 1990                                                                       | 228 112  | 617 644   | 36.9     | 45     | 10       | 35      | 5069       |                | 61        | 50        | 10       |
| 1999                                                                       | 425 384  | 726 640   | 58.5     | 20     | 19       | 1       | 21 269     |                | 14        | 18        | 7        |
| 2000                                                                       | 429 452  | 728 188   | 59.0     | 19     | 18       | 1       | 22 602     |                | 14        | 26        | 9        |
| 2001                                                                       | 433 454  | 733 659   | 59.1     | 21     | 20       | 1       | 20 640     |                | 17        | 22        | 9        |
| 2002                                                                       | 438 333  | 738 825   | 59.3     | 32     | 30       | 2       | 13 697     |                | 19        | 22        | 10       |
| 2003                                                                       | 443 371  | 742 660   | 59.7     | 32     | 32       |         | 13 855     |                | 18        | 25        | 10       |
| 2004                                                                       | 450 348  | 748 775   | 60.1     | 31     | 31       |         | 14 527     |                | 18        | 25        | 10       |
| 2006                                                                       | 459 703  | 754 068   | 61.0     | 38     | 38       |         | 12 097     |                | 17        | 22        | 11       |
| 2012                                                                       | 725 814  | 921 285   | 78.8     | 58     | 40       | 18      | 12 514     |                | 32        | 44        | 12       |
| 2013                                                                       | 745 000  | 945 000   | 78.8     | 60     | 42       | 18      | 12 416     |                | 32        | 44        | 12       |
| 2016                                                                       | 760 000  | 985 000   | 77.2     | 62     | 47       | 15      | 12 258     |                | 26        | 78        | 15       |
| 2019                                                                       | 806 000  | 1 045 000 | 77.1     | 74     | 48       | 26      | 10 891     |                | 41        | 71        | 16       |
| Zdroj: Catholic-Hierarchy, která zase přebírá údaje z Annuario Pontificio. |          |           |          |        |          |         |            |                |           |           |          |